# Centre Geogràfic de Catalunya

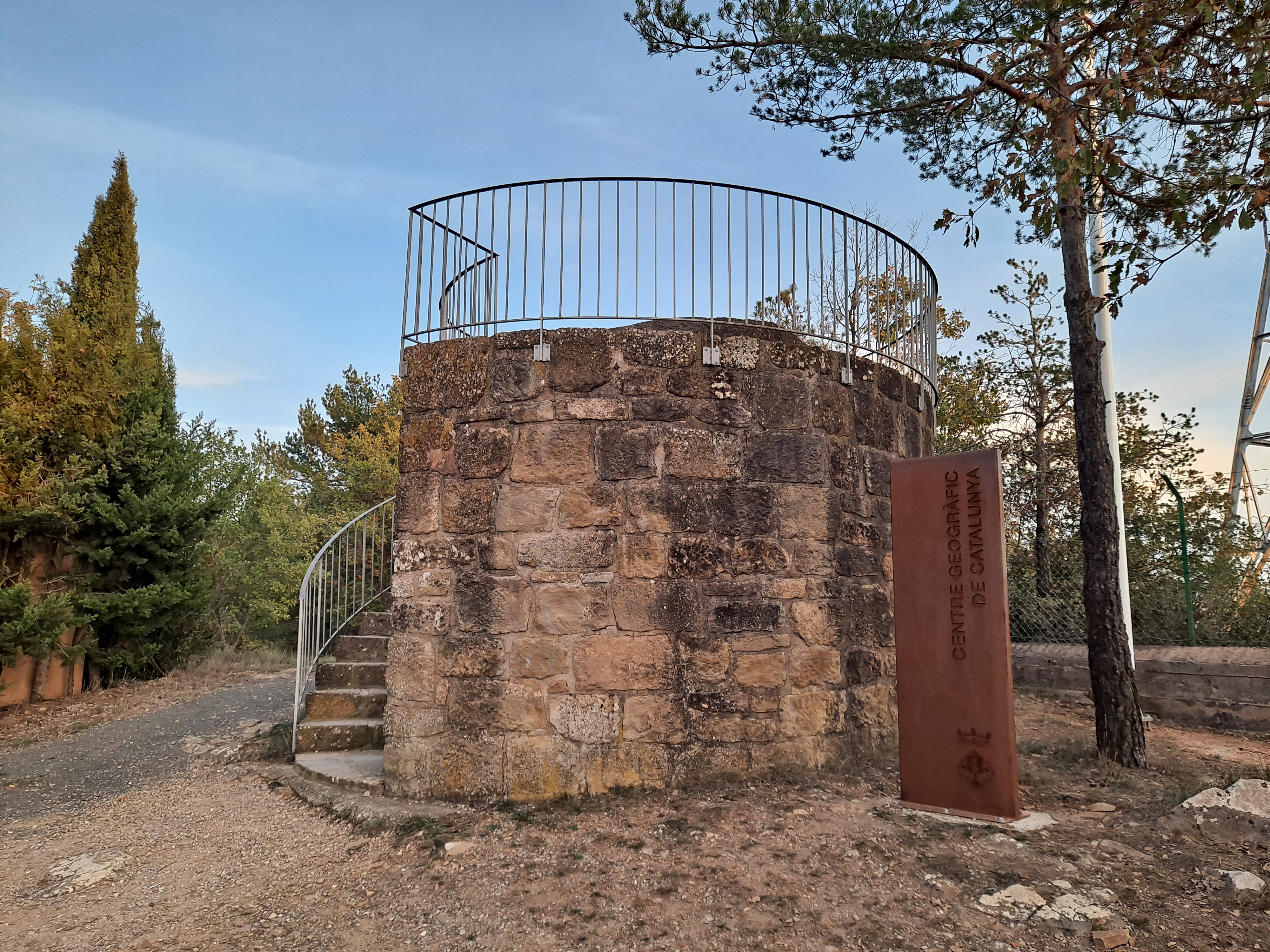
Centre geogràfic de Catalunya. Mirador

El Centre geogràfic de Catalunya es troba senyalitzat dalt d'un petit turó de 930,60 metres d'altitud sobre el nivell del mar que està situat a molt poca distància del santuari de Santa Maria de Pinós, dins del municipi de Pinós, al Solsonès.

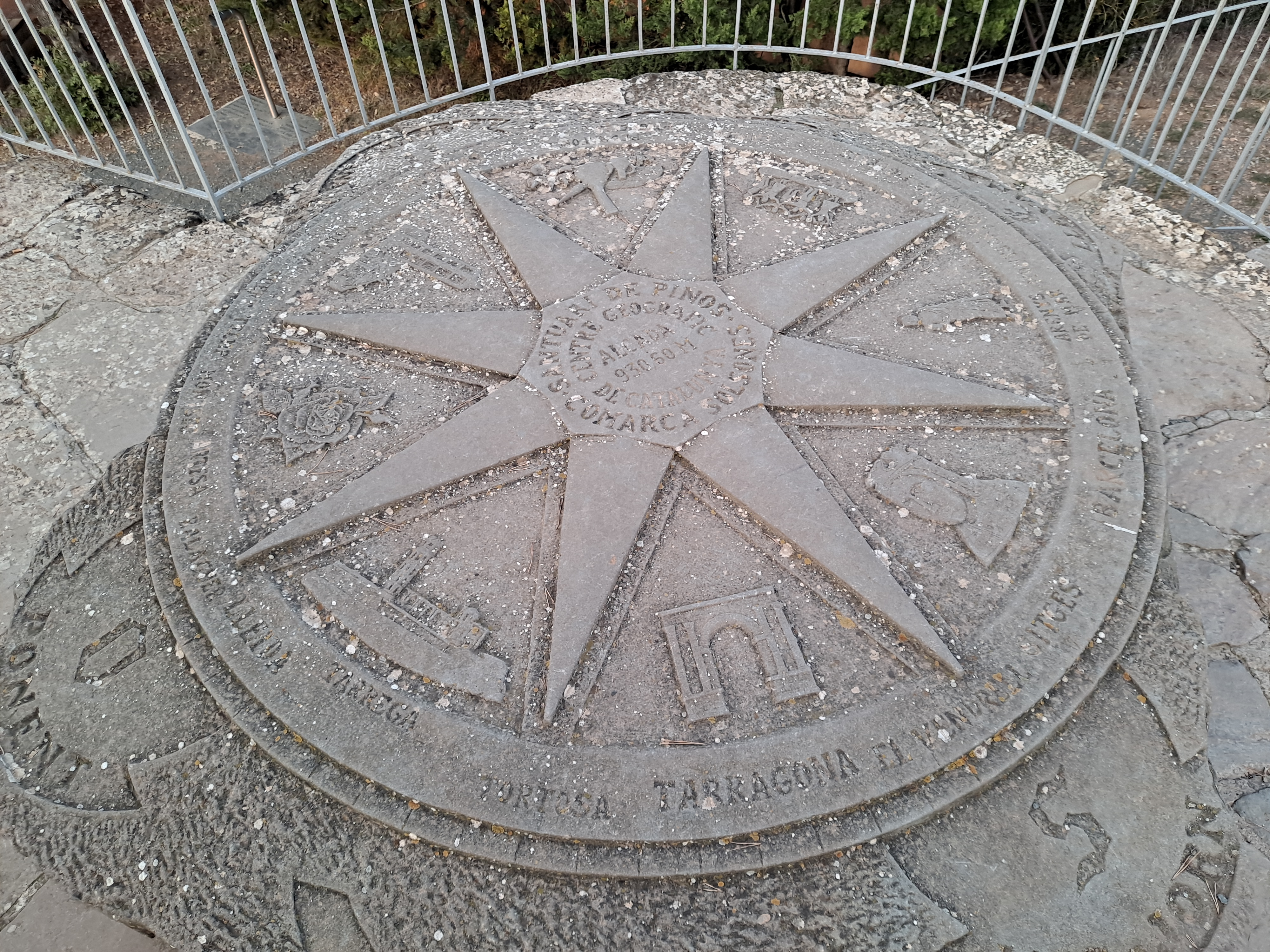
Centre geogràfic de Catalunya. Rosa dels vents

La senyalització consisteix en un edicle que serveix de mirador i que té, a dalt, una rosa dels vents tallada en un bloc de pedra. Aquesta rosa dels vents està il·lustrada amb diversos símbols de Catalunya. Va ser esculpida l'any 1993 pel paleta i picapedrer Jaume Palou d'Ardèvol.
Al llarg dels temps, els càlculs sobre la ubicació exacta del Centre geogràfic de Catalunya han donat resultats diversos. Càlculs antics el situaven a Massoteres (Segarra) o bé al Cogulló de Cal Torre (Bages).
Els càlculs més recents, segons l'Institut Cartogràfic de Catalunya, el situen a 4,8 quilòmetres de distància d'aquest punt senyalitzat, concretament a les coordenades 377471.01 m (1º31'30"E) de longitud, i 4628524.42 m (41º47'54"N) de latitud. Aquest punt també es troba dins del terme de Pinós, però correspon al lloc de Cuiner.